# Nesoperla
Genre
Nesoperla est un genre d'insectes plécoptères de la famille des Gripopterygidae.

## Distribution
Les espèces de ce genre sont endémiques de Nouvelle-Zélande.

## Liste des genres
Selon Plecoptera Species File :
- Nesoperla fulvescens (Hare, 1910)
- Nesoperla johnsi McLellan, 1977
- Nesoperla patricki McLellan, 2003

## Publication originale
- Tillyard, R. J. 1923 : The Stone-flies of New Zealand (Order Perlaria), with Descriptions of New Genera and Species. Transactions and Proceedings of the New Zealand Institute, vol. 54, p. 197-217 (texte intégral).